# 林正弘
林正弘（1938年12月14日—2022年6月3日），國立臺灣大學哲學系退休教授，為台灣的哲學研究者。學術專業為知識論、邏輯、科學哲學。曾培養國內許多哲學人才，為戰後英美分析哲學的教育先驅之一。

## 簡歷
國立臺灣大學法律系畢業後，於美國柏克萊加州大學得到哲學博士。 林正弘曾經是美國普林斯頓大學哲學系、英國劍橋大學達爾文學院訪問學人，也曾經是國立台灣大學哲學系教授與國科會人文學研究中心主任。林正弘於1989年與胡佛、楊國樞、文崇一、李鴻禧、韋政通、何懷碩、張忠棟、李永熾、徐正光、張清溪、張存武、張曉春、張春興、陳師孟、黃光國、黃武雄、黃榮村、葉啟政、蔡墩銘、蕭新煌、瞿海源等學者發起創立澄社。
1993年，林正弘又與趙天儀、楊國樞、陳忠信、瞿海源、胡佛等創立殷海光基金會並被選為首任董事長。1996則與何志青、方萬全、洪裕宏、孫大川等人創立臺灣哲學會並被選舉為首屆會長。林正弘曾是東吳大學哲學系的客座教授。主要的研究主題是知識論、邏輯、科學哲學。 林正弘師承殷海光，但後來對邏輯實證論採取批判態度。與國立臺灣大學數學系教授楊維哲是台中一中同班同學，而林正弘結婚時的證婚人為日治時期重要哲學家洪耀勳。
2022年於和信治癌中心治療癌症時感染新冠肺炎，解隔不久後於6月3日逝世。

## 臺大哲學系事件
在1974年6月臺大哲學系事件中，與趙天儀、黃天成、王曉波、楊斐華等多名教師同遭代理系主任孫智燊不續聘。不續聘之理由為擔任黨外雜誌「太平洋雜誌」主編，該刊因言論左傾而遭勒令停刊。

## 作品
- 《邏輯》（三民書局）（三民書局，2020）
- 《知識·邏輯·科學哲學》（東大圖書）
- 《理則學新論》
- 《符號邏輯》（正中書局）
- 《人文學概論》（空中大學）
- 《伽利略·波柏·科學說明》（三民書局）
- 《Philosophy and Conceptual History of Science in Taiwan》（荷蘭Kluwer出版社）等書。

## 資料來源
1. ↑  東吳大學哲學系 （页面存档备份，存于）,林正弘
2. ↑  台灣哲學學會[]
3. ↑  東吳大學哲學系 （页面存档备份，存于）林正弘
4. ↑  .   [2022-06-21]. （原始内容存档于2022-06-05）.
5. ↑  重返台大哲學系事件座談會紀錄,史志：台大歷史系學會學術部ntuhistoryacademic
, 2019.04.03

## 外部連結
- 殷海光基金會 （页面存档备份，存于）
- 重返台大哲學系事件座談會紀錄
- 東吳大學哲學系客座教授 （页面存档备份，存于）